# Comuna Vovcikivți, Zboriv
Vovcikivți (în ucraineană Вовчківці) este o comună în raionul Zboriv, regiunea Ternopil, Ucraina, formată din satele Ivaciv, Korciunok, Nîșce și Vovcikivți (reședința).

## Demografie
Componența lingvistică a comunei Vovcikivți
     Ucraineană (99,62%)
     Alte limbi (0,38%)
Conform recensământului din 2001, majoritatea populației comunei Vovcikivți era vorbitoare de ucraineană (99,62%), existând în minoritate și vorbitori de alte limbi.